# NGC 970
NGC 970 é uma galáxia espiral (S) localizada na direcção da constelação de Triangulum. Possui uma declinação de +32° 58' 35" e uma ascensão recta de 2 horas, 34 minutos e 11,7 segundos.
A galáxia NGC 970 foi descoberta em 14 de Setembro de 1850 por William Parsons.